# Kyron Cartwright
Kyron Nahshon Cartwright (Compton, 6 giugno 1996) è un ex cestista e allenatore di pallacanestro statunitense.